# Mammea brevipes
Mammea brevipes är en tvåhjärtbladig växtart som först beskrevs av William Grant Craib, och fick sitt nu gällande namn av André Joseph Guillaume Henri Kostermans. Mammea brevipes ingår i släktet Mammea och familjen Calophyllaceae. Inga underarter finns listade i Catalogue of Life.